# Косарев, Владислав Борисович
Владислав Борисович Косарев (род. 16 ноября 1937, с. Володарское, Северо-Казахстанская область, Казахская ССР, СССР) — член Комитета по международным делам, обороне и безопасности Мажилиса Парламента Республики Казахстан. Секретарь ЦК Коммунистической народной партии Казахстана, депутат Мажилиса Парламента Республики Казахстан. Лидер фракции «Народные Коммунисты». По национальности русский.

## Биография
В 1937 году родился в селе Володарское Северо-Казахстанской области Казахской ССР в крестьянской семье.
В 1954—1956 годах работал трактористом совхоза «Боровской» Рузаевского района Кокчетавской области.
В Советской Армии служил в 1956—1959 годах.
Работал шофёром, секретарём комитета комсомола совхоза «Боровской» Рузаевского района Кокчетавской области. С 1961 года секретарь парткома совхозов «Мичуринский», «Володарский», «Червонный» Рузаевского района Кокчетавской области.
В 1968 году заочно окончил Омский сельскохозяйственный институт.
С 1968 года инструктор Кокчетавского обкома партии.
Первый секретарь Кокчетавского обкома ЛКСМК в 1970—1974 годах.
Закончил заочно Высшую партийную школу при ЦК КПСС (1972).
Первый секретарь Ленинского райкома партии Кокчетавской области с 1974 года.
В 1980—1990 годах председатель Кокчетавского обкома профсоюза работников сельского хозяйства.
Председатель Кокшетауского облсовпрофа до 1997 года.
Директор представительства Казахской национальной корпорации здравоохранения и медицинского страхования «Interteach» в города Кокшетау с 1998 по 1999 год.
Депутат Мажилиса Парламента от округа № 1 Акмолинской области до 2004 года.
В 2004 году, после раскола КПК (Коммунистической партии Казахстана), совместно с Т. А. Кенжиным и А. А. Холодковым возглавили ЦК КНПК (Коммунистическая Народная партия Казахстана), в создании которой выступили основными инициаторами.
С 2004 года по сентябрь 2018 года — секретарь (руководитель) ЦК Коммунистической Народной партии Казахстана.
С 2007 года член Общественной палаты при Мажилисе Парламента Республики Казахстан.
C января 2012 года — депутат Мажилиса Парламента Республики Казахстан, избран по партийному списку КНПК.

## Награды
- два ордена Трудового Красного Знамени (1973, 1979)
- три ордена «Знак Почёта» (1968, 1971, 1976)
- Почётная грамота Верховного Совета Казахской ССР
- Почётный гражданин Акмолинской области (2015)[2]
- Орден «Содружество» (26 ноября 2015 года, Межпарламентская ассамблея СНГ) — за активное участие в деятельности Межпарламентской Ассамблеи и её органов, вклад в укрепление дружбы между народами государств — участников Содружества Независимых Государств[3]
- Медаль «МПА СНГ. 25 лет» (27 марта 2017 года, Межпарламентская ассамблея СНГ) — за заслуги в деле развития и укрепления парламентаризма, за вклад в развитие и совершенствование правовых основ функционирования Содружества Независимых Государств, укрепление международных связей и межпарламентского сотрудничества[4]